# Marcus Schössow
Marcus Schössow est un disc-jockey et producteur suédois originaire d'Helsingborg.
Liceu, Reverie et The Universe (avec Arston) sont ses principaux succès, atteignant respectivement la 8e, 11e et 13e place du top 100 téléchargements sur Beatport.
Le suédois est propriétaire de son label Code Red Music. Depuis sa création, au moins 4 singles sont sortis sur le label, dont Generations du duo néerlandais Magnificence.

## Discographie[4]

### Singles
- 2012 : Helvete [Garuda]
- 2013 : Liceu (avec Sebjak) [Size Records]
- 2013 : Reverie [Axtone Records]
- 2013 : Kemi (avec Sebjak) [Spinnin Records]
- 2013 : Wild Child (avec Adrian Lux) [Ultra]
- 2013 : Ulysses (avec Mike Hawkins) [Size Records]
- 2014 : The Universe (avec Arston) [Revealed Recordings]
- 2014 : Lionheart [Armada Trice]
- 2015 : Zulu [Code Red Music]
- 2015 : Smile [Code Red Music]
- 2015 : Aware [Axtone]
- 2015 : CNTRL (Club Edit) (avec Dave Winnel) [SIZE Records]
- 2016 : Polygon [Code Red]

### Remixes
- 2013 : Adrian Lux - Damaged (Marcus Schossow 'Ibiza Love' Remix) [Ultra]
- 2014 : Icona Pop - Just Another Night (Marcus Schossow Remix) [Big Beat Records]
- 2014 : TV Rock, Walden - See Me Run (Marcus Schossow Remix) [Neon Records]
- 2014 : Tamra, Oakenfold - Sleep (Marcus Schossow Perfecto Mix) [Perfecto Records]
- 2015 : Axwell Λ Ingrosso – Sun Is Shining (Marcus Schossow & Years remix) [Def Jam]
- 2015 : Dimitri Vegas & Like Mike – Higher Place feat. Ne-Yo (Marcus Schossow Remix) [Smash The House]